# Alvin Lee
Alvin Lee, nacido Graham Anthony Barnes (Nottingham, Reino Unido, 19 de diciembre de 1944 - Estepona, España, 6 de marzo de 2013) fue un guitarrista y cantante de rock británico. Comenzó a tocar la guitarra a la edad de 13 años; y con Leo Lyons formaron el núcleo de la banda Ten Years After, en 1960. Influido por la colección de sus padres, de discos de jazz y blues, fue el advenimiento del rock and roll que despertó su interés, y guitarristas como Chuck Berry y Scotty Moore siempre fueron su inspiración.

## Biografía
Lee comenzó a tocar  profesionalmente en 1962, en una banda llamada The Jaybirds, que gozaba de popularidad en su natal Inglaterra, pero se trasladó a buscar una base de fanes más amplio. La banda comenzó a tocar ese mismo año en el Star-Club de Hamburgo, Alemania. Allí, Alvin Lee asumió el papel permanente de vocalista y guitarrista, y la banda comenzó a ganar fanáticos. No fue hasta que la banda se trasladó a Londres en 1966 y cambió su nombre, en primer lugar a Jaybird, abandonando la palabra 'The' y 's', adquiriendo un sonido más contemporáneo; y luego a Blues Yard (para un concierto en el Club Marquee); y por último, a Ten Years After, que el éxito internacional le hizo señas. 
La banda consiguió un puesto permanente en el Club Marquee, y una invitación al festival Windsor Jazz & Blues de 1967, lo que los llevó a su primer contrato discográfico. El auto titulado álbum debut fue puestos al aire en algunas radios de San Francisco, California, siendo bien acogido por los oyentes, entre ellos el promotor de conciertos Bill Graham, quien invitó a la banda de gira por los Estados Unidos por primera vez en 1968. Ten Years After realizó veintiocho giras en Estados Unidos, en un período de siete años, más que cualquier otra banda del Reino Unido.
Mientras tocaba en el Festival de Woodstock, la presentación de Lee fue registrada en el documental del festival, lo que contribuyó a su fama. Tiempo después la banda estaba tocando en arenas y estadios en todo el mundo. Aunque Lee más tarde sostuvo que echaba de menos la intimidad de los lugares más pequeños, el impacto de la película llevó su música a una audiencia mundial.
Tras lanzar diez discos junto a Ten Years After, en 1973, Lee se sentía limitado por el estilo de la banda. El grupo había firmado con la discográfica Columbia Records, grabando la canción "I'd Love To Change the World", cuyo estilo no acomodaba a Lee. El guitarrista dejó Ten Years After tras grabar un segundo LP con Columbia. Posteriormente Lee grabó el disco On the Road to Freedom, junto al cantante de gospel Mylon LeFevre y los músicos George Harrison, Steve Winwood, Ronnie Wood y Mick Fleetwood. Un año más tarde, en respuesta a un desafío, Lee formó Alvin Lee & Company para un concierto en el teatro Rainbow de Londres. El concierto fue grabado y dio origen a un álbum doble en vivo, titulado In Flight. Varios miembros de la banda continuaron tocando con Lee en sus dos siguientes álbumes, Pump Iron! y Let It Rock. A finales de 1975, tocó la guitarra en un par de pistas del álbum The 20th Anniversary of Rock 'n' Roll de Bo Diddley. A finales de los años 1970 volvió a reunirse con Ten Years After, lanzando dos álbumes, Rocket Fuel (1978) y Ride On (1979), realizando giras en Europa y Estados Unidos.
La década de 1980 trajo otro cambio en la dirección de Lee, quien lanzó dos álbumes con la colaboración de Steve Gould (del grupo Rare Bird, y una gira con el guitarrista Mick Taylor, quien había tocado anteriormente con John Mayall y Rolling Stones.
La trayectoria musical de Lee está conformada por más de veinte álbumes, incluyendo Detroit Diesel de 1985, y las colecciones Zoom y Nineteen Ninety-Four, lanzadas en los años 1990. George Harrison fue artista invitado en ambos álbumes.
En 2004 fue lanzado In Tennessee, el cual fue grabado junto a Scotty Moore y D. J. Fontana. Su último álbum, Still on the Road to Freedom, fue lanzado en septiembre de 2012.
Alvin Lee falleció el 6 de marzo de 2013 en la ciudad de Estepona, España, a los 68 años de edad, tras complicaciones en una intervención quirúrgica aparentemente sencilla. Lee residía allí desde hacía varios años.

## Discografía

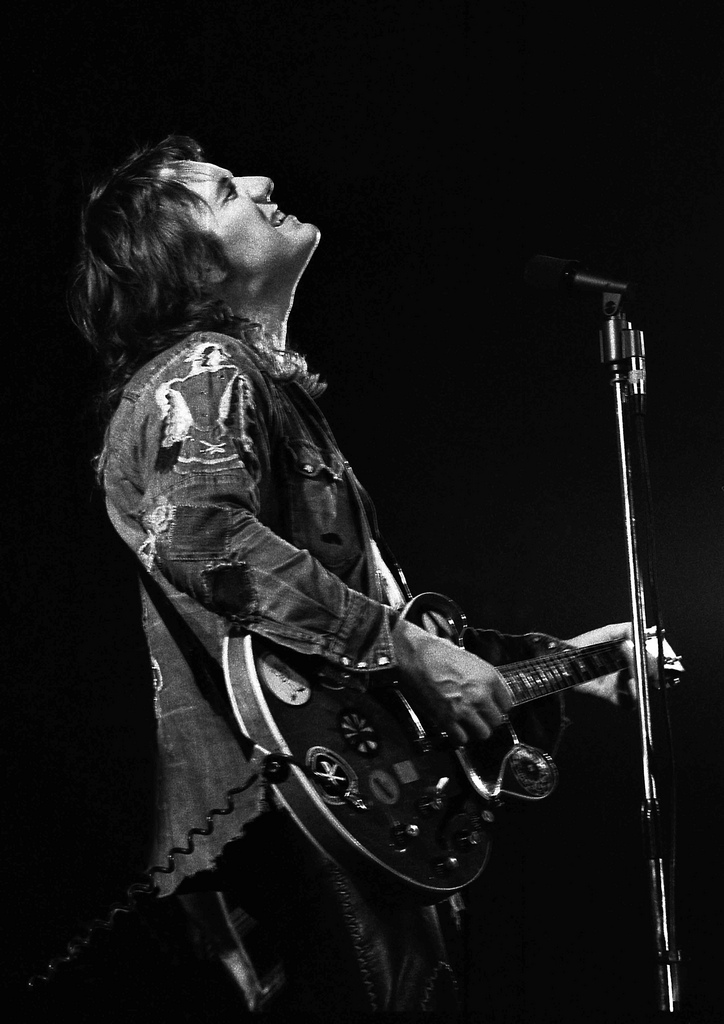
Alvin Lee tocando en Breda, Turfschip, Países Bajos, 1978

- On the Road to Freedom (with Mylon LeFevre) (1973)
- In Flight (1974)
- Pump Iron! (1975)
- Let It Rock (1978)
- Rocket Fuel (1978)
- Ride On (1979)
- Free Fall (1980)
- RX5 (1981)
- Detroit Diesel (1986)
- Zoom (1992)
- Nineteen Ninety-Four (1994)
- In Tennessee (2004)
- Saguitar (2007)
- Still on the Road to Freedom (2012)